# Адлер, Герман Бертольдович
Герман Бертольдович Адлер (2 декабря 1899 — 2 октября 1990) — американский дирижёр, педагог.

## Биография
Воспитанник Немецкой музыкальной академии в Праге (1924). Учился у Витезслава Новака, Фиделио Финке и Александра фон Цемлинского. С 1927 года — дирижёр оперных театров Чехословакии и Германии. Руководитель дирижёрских классов при Харьковском музыкально-драматическом институте (1932—1934). Главный дирижёр симфонического оркестра в Харькове (Укрфил), оркестра Украинского радио в Киеве.
Исполнял произведения украинских авторов, в частности «Украинскую симфонию» Михаила Колачевского, был первым исполнителем Второй симфонии Бориса Лятошинского и Второго фортепиано концерта Льва Ревуцкого (1936). Преподавал на высших дирижёрских курсах в Харькове. Среди учеников — Натан Рахлин, Вениамин Тольба, Дмитрий Клебанов и др.
С 1939 года работал оперным и симфоническим дирижёром за рубежом, с 1942 года — в США. Он был музыкальным и художественным руководителем Оперного театра NBC (1950—1964) и National Educational Television. Он был пионером телевизионной трансляции оперы, благодаря ему были показаны такие работы, как «Амаль и Ночные гости» и «Мария Головин» Джанкарло Менотти, «Триумф Святого Иоанна» Нормана Делло Йойо, «Свадьба» Богуслава Мартину, «Моё сердце в горах» Джека Бисона, «Испытание Мэри Линкольн» Томаса Пасатьери и «Ла Кубана» Ханса Вернера Хенце. Он также участвовал в раннем развитии карьеры таких певцов, как Леонтина Прайс, Джордж Лондон и Марио Ланца. Позднее он дирижировал в Балтиморском симфоническом оркестре с 1959 по 1968 год. В мае 1973 года он дирижировал американскую премьеру оперы «Макбет» Эрнеста Блоха в школе Джульярд.
В 1950 году он адаптировал музыку к фильму «Великий Карузо», за что был номинирован на премию «Оскар».